# وبینگ (شهرستان لمبورک)
وبینگ (به لاتین: Łebień) یک روستا در لهستان است که در گمینا نووا ویش لنبورسکا واقع شده‌است. وبینگ ۹۶۰ نفر جمعیت دارد.